# Hyperechia hirtipes
Hyperechia hirtipes là một loài ruồi trong họ Asilidae. Hyperechia hirtipes được Fabricius miêu tả năm 1805. Loài này phân bố ở vùng nhiệt đới châu Phi.